# Фредрик Райнфелд
Фредрик Райнфелд (на шведски: John Fredrik Reinfeldt) е шведски политик, 32-ри министър-председател на Швеция от 6 октомври 2006 г. до 3 октомври 2014 г.

## Биография

### Произход и образование
Фредрик Райнфелд е роден на 4 август 1965 година в Естерханинге, лен Стокхолм, Швеция. На 11-годишна възраст, Райнфелд става председател на училищното настоятелство. През 1990 година завършва специалност „Икономика и бизнес“ в Стокхолмския университет. В университета оглавява студентската организация „Borgerliga Studenter – Opposition '68“.

### Политическа кариера
През 1983 година става член на Умерената партия, в периода 2003 – 2015 година е неин председател. През 1991 година става депутат в шведския парламент. В периода от 2001 до 2002 година оглавява парламентарната правна комисия. От 2006 г. до 2014 г. заема поста министър-председател на Швеция.